# Трипръста чайка
Трипръстата чайка (Rissa tridactyla) е птица от семейство Чайкови (Laridae). Среща се и в България. За първи път в страната е установена от орнитолога Николай Боев въз основа на погрешно определен колекционен екземпляр в някогашния Ловен музей в гр. Плевен. 